# Hetty King
Winifred Emms, plus connue sous son nom de scène Hetty King, est une artiste anglaise de music-halls née le 4 avril 1883 à Wallasey et morte le 28 septembre 1972 à Wimbledon.

## Biographie
Winifred Emms naît à New Brighton, dans le Cheshire dans une famille nomade. La majorité du temps, la famille est basée à Manchester. Son père, William Emms, né le 1856 et mort le 1954, est un comédien et musicien qui se produit sous le nom de Billy King et dirige les Uncle Billy's Minstrels, une troupe qui voyage constamment à travers la Grande-Bretagne avec un théâtre portable et des caravanes. Enfant, elle commence à apparaître dans les spectacles de son père, imitant les artistes populaires de l'époque. Elle a adopte le nom de Hetty King lors de sa première apparition sur la scène du Shoreditch Theatre, à l'âge de six ans.
En 1901, elle épouse l'acteur et écrivain Ernie Lotinga (en). Elle se remarie l'année suivante avec Alexander Lamond.
Elle meurt à Wimbledon en 1972, à 89 ans.

## Carrière
Hetty King commence à se produire en solo dans des music-halls vers 1902, en imitant des stars telles que Gus Elen (en), Vesta Victoria (en) et George Lashwood (en),. La semaine du 10 décembre 1904, elle est en tête du programme du tout nouveau Empire Theater (en) d'Ashton-under-Lyne.
Elle apparaît régulièrement à partir de 1905 et son rôle dans Dick Whittington au Kennington Theatre. Elle commence à interpréter la chanson Ship Ahoy! (All the Nice Girls Love a Sailor) (en), au Liverpool Empire en 1908, qui devient alors sa chanson phare.
Sa carrière s'étend sur les deux guerres mondiales, au cours desquelles elle se produit en uniforme de soldat ou de marin. Durant la Première Guerre mondiale, elle fait une tournée en France et en Belgique afin de divertir les troupes.
Vers 1930, King est la star de music-hall la mieux payée au monde. Son succès lui vient de son observation minutieuse des manières des hommes : manière de marcher, de saluer, d'allumer un calumet et de jeter un kitbag[Quoi ?], couplée à sa féminité qui transparaît afin que le public se rende compte du travestissement,.
À la fin des années 1930, son public vient la voir principalement par nostalgie.